# Rhopalomyia hyssopi
Rhopalomyia hyssopi är en tvåvingeart som beskrevs av Fedotova 1983. Rhopalomyia hyssopi ingår i släktet Rhopalomyia och familjen gallmyggor.
Artens utbredningsområde är Kazakstan. Inga underarter finns listade i Catalogue of Life.